# Дорњан (Белуно)
Дорњан (итал. Dorgnan) је насеље у Италији у округу Белуно, региону Венето.
Према процени из 2011. у насељу је живело 37 становника. Насеље се налази на надморској висини од 331 м.